# Michel Nassiet
Michel Nassiet est un historien français, professeur d'histoire moderne à Angers.
Agrégé d'histoire et titulaire d'un doctorat d'université en histoire moderne (Paris 4, 1988). - Maître de conférences d'histoire moderne à l'université de Rennes 2 (en 1993).

## Publications
- Noblesse et pauvreté : La petite noblesse en Bretagne XVe – XVIIe siècle, Éditions Ste d'histoire et d'archéologie de Bretagne, 1993.
- La France du second XVIIe siècle (1661-1715), Éditions Belin, 2000.
- L'union de la Bretagne à la France, codirigé avec Dominique Le Page, Éditions Skol Vreizh, 2003.
- La Renaissance (vers 1470-vers 1560), Éditions Belin de Patrick Gilli, Michel Nassiet et Hugues Daussy, 2003.
- Le XVIIe siècle, Éditions Belin. 2006.
- La violence, une histoire sociale - De la Renaissance aux Lumières, Éditions Champ Vallon, 2011.
  - Noblesse et pauvreté, Presses universitaires de Rennes, 2012[2]
  - La violence et le judiciaire, Presses universitaires de Rennes, 2008[2]
  - Valeurs et justice, Presses universitaires de Rennes, 2011[2]